# جورج باديلي
جورج باديلي (بالإنجليزية: George Baddeley)‏ (8 مايو 1874 في المملكة المتحدة - 1 يوليو 1952 بويست بروميتش في المملكة المتحدة) هو لاعب كرة قدم بريطاني (وحمل سابقاً جنسية المملكة المتحدة لبريطانيا العظمى وأيرلندا) في مركز الوسط. لعب مع ستوك سيتي ووست بروميتش ألبيون.